# ألكساندر باونوف
ألكساندر جيرمانوفيتش باونوف (الروسية: Александр Германович Баунов)، من مواليد 4 ديسمبر 1969، سياسي وخبير روسي في العلاقات الروسية الدولية، يعمل رئيس تحرير الموقع الروسي Carnegie.ru.